# Queso Kraftkar

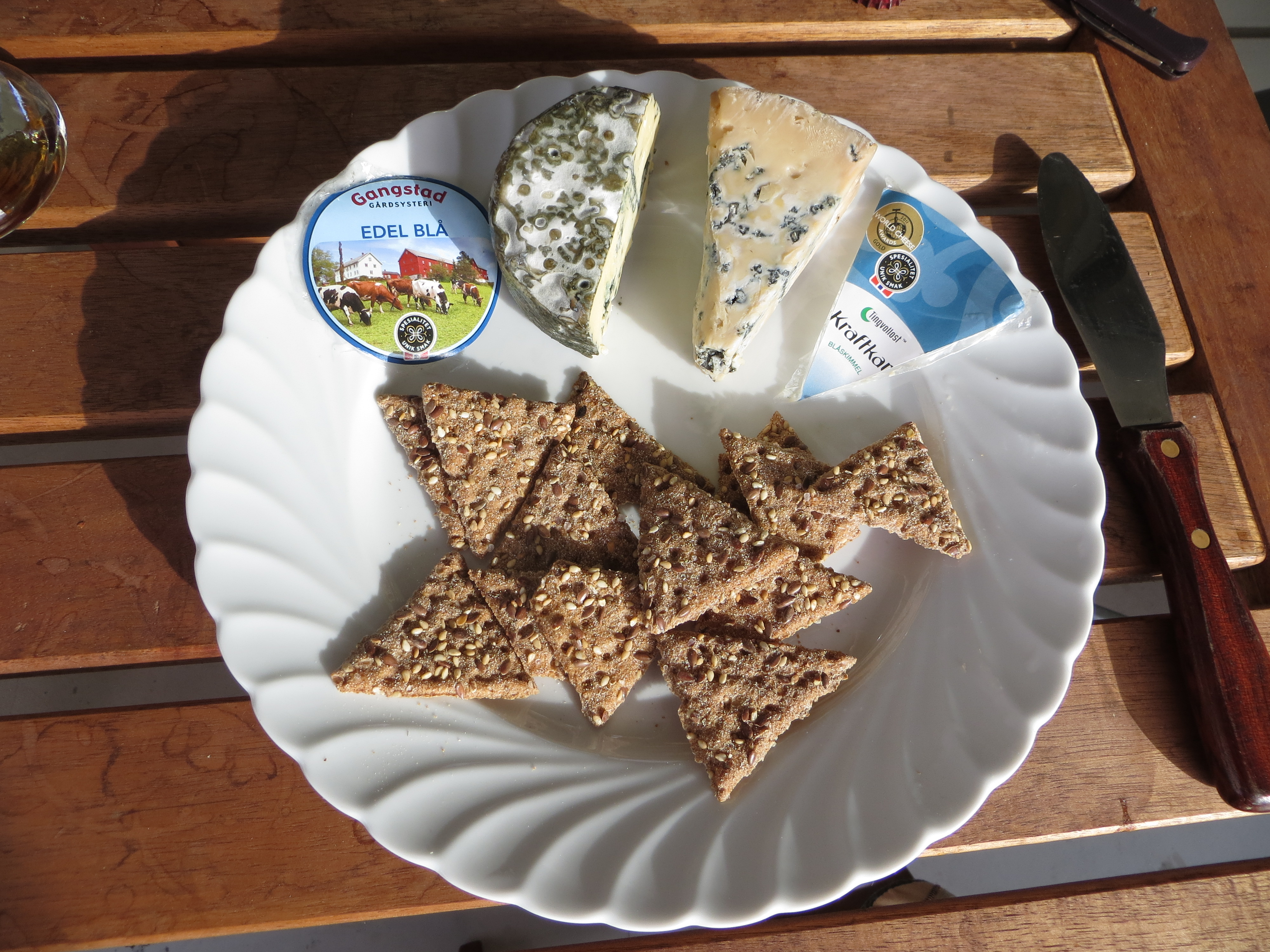
Presentación de quesos. Entre otros, Kraftkar arriba a la izquierda.

El Kraftkar es un queso azul artesano noruego, considerado el mejor del mundo en noviembre de 2016, en el World Cheese Awards 2016-17, cata internacional de quesos producida en San Sebastián. Era la 29ª edición, en la que participaron 3061 quesos. Además, se realizó una segunda cata entre los ganadores de los años anteriores y también quedó en primera posición, siendo nombrado Champion of champions.
Lo produce desde el año 2006 la casa Hanen, situada en Tingvoll. Es de leche de vaca pasteurizada, pesa 700 gramos y cuenta con un año de maduración en cava. Es de color amarillo limón, con numerosas vetas azules de moho entreveradas, solidificadas y bien distribuidas. Espeso, con textura de seda y cristalitos crujientes, es dulzón, apenas amargo y nada salado, con notas lácteas intensas y gran profundidad de sabor.